# Paola Lavini
Paola Lavini (Modena, 12 novembre 1979) è un'attrice italiana.

## Biografia
Dopo aver studiato presso l'Accademia d'arte drammatica della Calabria, prende parte come protagonista a numerosi spettacoli nelle compagnie di musical con la direzione, tra gli altri, di Saverio Marconi, Massimo Romeo Piparo, Gigi Proietti, Enzo Iacchetti e Michele Guardì, quest'ultimo ne I promessi sposi in scena allo stadio San Siro di Milano.
Nel cinema lavora per registi quali Francesco Munzi in Anime nere, Alice Rohrwacher in Corpo celeste, Marco Pontecorvo in Tempo instabile con probabili schiarite, Marco Tullio Giordana in Sanguepazzo, Pupi Avati, Marco Bellocchio, e, tra gli stranieri, Michael Radford.
Si cimenta anche in varie commedie al cinema con Vincenzo Salemme, Maurizio Casagrande, Paolo Cevoli e la troviamo anche in Scusa ma ti chiamo amore di Federico Moccia. Tra le fiction per la televisione la ricordiamo in Rome, Boris, Gente di mare, Don Zeno, La squadra, Non uccidere e Il miracolo, un progetto di Niccolò Ammaniti.
Vince vari premi con il docufilm Terra bruciata! Il laboratorio italiano della ferocia nazista di Luca Gianfrancesco e nel 2018 vince il premio come miglior attrice italiana al Ferrara Film Festival. 

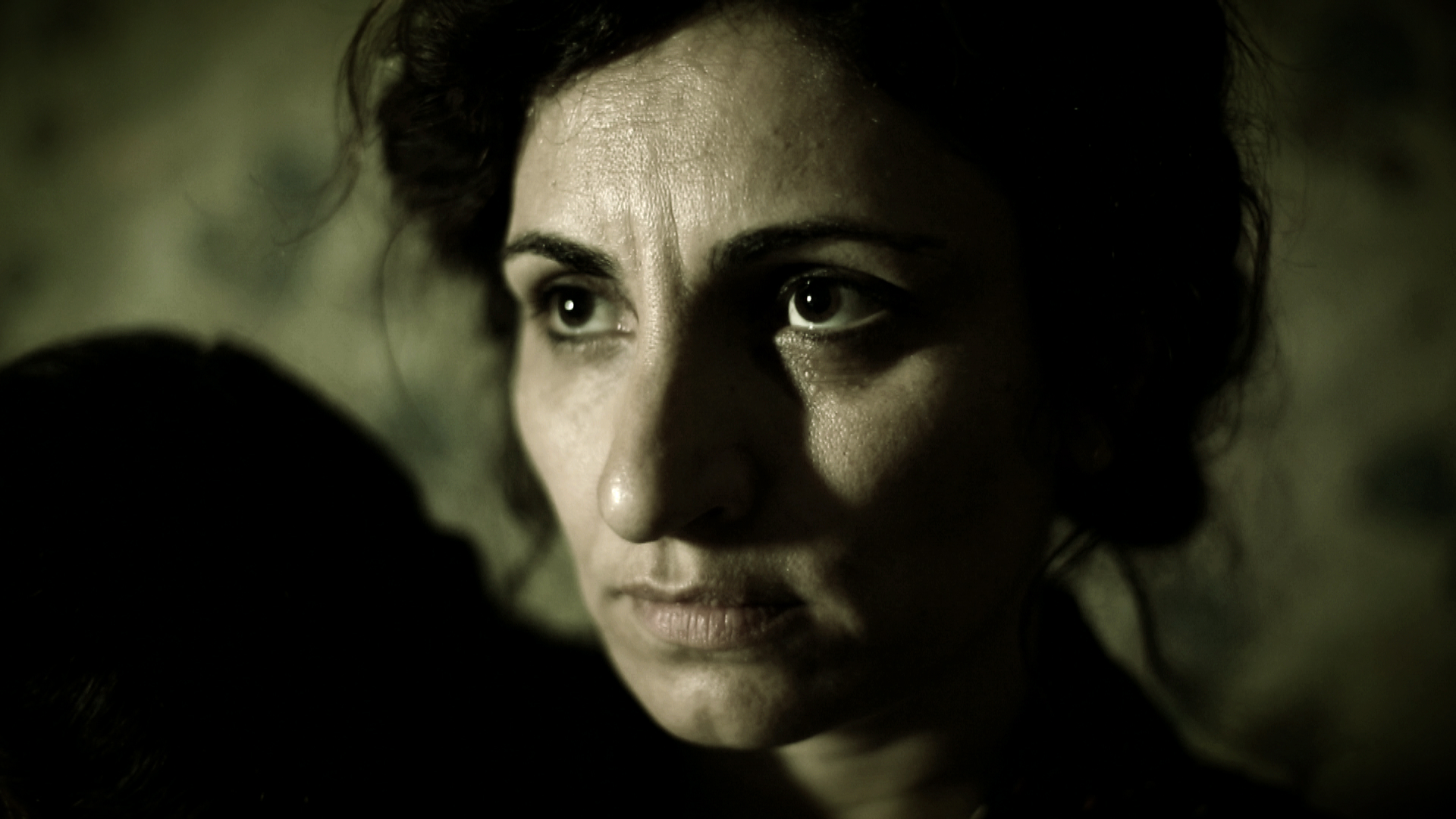
Paola Lavini in Terra bruciata! Il laboratorio italiano della ferocia nazista (2018)

Vanta collaborazioni canore con il maestro Vince Tempera e con un'orchestra di artisti di tutto il mediterraneo, sul tema dell'integrazione e della pace, esprimendosi in varie lingue. Prende parte a Cetto c'è, senzadubbiamente, un film scritto e interpretato da Antonio Albanese ed è diretta da Giorgio Diritti nel film Volevo nascondermi sulla storia del pittore Antonio Ligabue, nelle sale italiane nel 2020. Il film viene presentato in concorso alla 70ª Berlinale dove Elio Germano vince l'Orso d'argento al Miglior Attore per la sua interpretazione dell'emarginato e solitario pittore, mentre Paola Lavini è candidata come miglior attrice al Globo d'oro della Stampa estera 2020 per la sua interpretazione nel ruolo della Pina.
Il 12 luglio 2020 è tra gli artisti che aprono la diciottesima edizione dell'Ischia Global Film & Music Fest con l'anteprima del film Il cinema non si ferma di Marco Serafini, girato in remoto durante il lockdown causato dall'emergenza da COVID-19. Paola recita accanto a Remo Girone, Maria Grazia Cucinotta e Nicolas Vaporidis.
Prende parte al film tunisino del 2022 L'isola del perdono, per la regia di Ridha Behi nel quale lavora insieme a  Claudia  Cardinale.

## Curiosità
Paola Lavini è in grado di recitare in numerosi dialetti italiani, come dimostrano alcune delle sue interpretazioni: ha recitato, tra gli altri, in dialetto calabrese nei film Anime nere e Corpo celeste, in pesarese nel film Tempo instabile con probabili schiarite, in sardo nel film Una donna per la vita, in romagnolo nel film Soldato semplice, in campano nel docufilm Terra Bruciata! Il laboratorio italiano della ferocia nazista e in siciliano nel film School of Mafia.

## Filmografia parziale
- Un medico in famiglia - serie TV (2001-2014)
- Carabinieri 6 - serie TV (2006)
- Il regista di matrimoni, regia di Marco Bellocchio (2006)
- Uno su due, regia di Eugenio Cappuccio (2006)
- Nati ieri - serie TV (2006)
- Scusa ma ti chiamo amore, regia di Federico Moccia (2008)
- Sanguepazzo, regia di Marco Tullio Giordana (2008)
- No problem, regia di Vincenzo Salemme (2008)
- R.I.S. 5 - Delitti imperfetti, regia di Fabio Tagliavia - serie TV, episodio 5x19 (2009)
- I mostri oggi, regia di Enrico Oldoini (2009)
- Il figlio più piccolo, regia di Pupi Avati (2010)
- Boris - serie TV (2010)
- Corpo celeste, regia di Alice Rohrwacher (2010)
- Che Dio ci aiuti - serie TV (2011-2013)
- Una donna per la vita, regia di Maurizio Casagrande (2012)
- La lune rouge, regia di Hassan Benjelloun (2013)
- Anime nere, regia di Francesco Munzi (2014)
- Tempo instabile con probabili schiarite, regia di Massimo Pontecorvo (2015)
- Solo per amore - serie TV (2015)
- Una diecimilalire, regia di Luciano Luminelli (2015)
- Soldato semplice, regia di Paolo Cevoli (2015)
- Provaci ancora prof! - serie TV (2015)
- Poli opposti, regia di Max Croci (2015)
- Tutte le strade portano a Roma, regia di Ella Lemhagen (2015)
- Non uccidere, regia di Giuseppe Gagliardi - serie TV, episodio 1x11 (2016)
- The Young Messiah, regia di Cyrus Nowrasteh (2016)
- La musica del silenzio (2017)
- Rimetti a noi i nostri debiti, regia di Antonio Morabito (2018)
- Il miracolo – serie TV, episodio 1x02 (2018)
- Terra bruciata! Il laboratorio italiano della ferocia nazista, regia di Luca Gianfrancesco - documentario (2018)
- Cetto c'è, senzadubbiamente, regia di Giulio Manfredonia (2019)
- Volevo nascondermi, regia di Giorgio Diritti (2020)
- Divine - La fidanzata dell'altro, regia di Jan Schomburg (2020)
- School of Mafia, regia di Alessandro Pondi (2021)
- Anima bella, regia di Dario Albertini (2021)
- Carla, regia di Emanuele Imbucci – film TV (2021)
- Gli anni belli, regia di Lorenzo d'Amico de Carvalho (2022)
- La ballata dei gusci infranti, regia di Federica Biondi (2022)
- Brado, regia di Kim Rossi Stuart (2022)
- La California, regia di Cinzia Bomoll (2022)
- L'amore ti salva sempre, regia di Antonio Andrisani e Vito Cea (2022)
- L'Isola del Perdono (L'île du Pardon), regia di Ridha Behi (2022)

Il Vuoto (2023) regia di Giovanni Carpanzano
- Io e mio fratello, regia di Luca Lucini (2023)
- Eravamo bambini, regia di Marco Martani (2024)